# 比森多夫
比森多夫（德語：Bissendorf，發音：[ˈbɪsn̩ˌdɔʁf] ⓘ）是德国下萨克森州奥斯纳布吕克县的市镇，面积96.41平方千米，2023年12月31日人口为15,028人。